# Norops gadovii
Norops gadovii är en ödleart som beskrevs av  George Albert Boulenger 1905. Norops gadovii ingår i släktet Norops och familjen Polychrotidae. IUCN kategoriserar arten globalt som livskraftig. Inga underarter finns listade i Catalogue of Life.